# نبرد باربالیسوس
نبرد باربالیسوس بخشی از جنگ‌های ایران و روم بود که در زمان شاپور یکم روی داد.
این نبرد بین ساسانیان و رومیان در باربالیسوس (بربالس یا بالس) مکانی در نزدیکی حلب سوریه امروزی درگرفت. شاپور یکم از مداخلات و تهاجمات روم به ارمنستان به عنوان بهانه‌ای استفاده کرد و خصومت با رومیان را از سر گرفت. ساسانیان به یک ارتش رومی در باربالیسوس حمله کردند و در نهایت شکست دادند. شکست این نیروی بزرگ روم در شرق روم راه حمله به مناطق و قلمروی شرقی روم باز کرد و منجر به محاصره و اشغال انطاکیه و دورا اروپوس در سه سال بعد شد. این نبرد تنها از طریق کتیبه شاپور یکم در نقش رستم شناخته شده است.

## نمای کلی
این نبرد بین ساسانیان و رومیان در باربالیسوس، یک شهر قدیمی در نزدیکی حلب در سوریه امروزی و نزدیک به رودخانه فرات، درگرفت. این نبرد در سال ۲۵۲ میلادی رخ داد، زمانی که شاپور اول ارتش خود را از رودخانه فرات رهبری کرد و با ارتش رومی متشکل از شصت هزار لژیونر، کماندار و سواره نظام رومی روبرو شد. اگرچه تعداد نیروهای ارتش ساسانی مشخص نیست، اما شاپور اول از طریق تاکتیک‌ها و استفاده از استراتژی توانست در نبرد پیروز شود و راهی را از میان شهرها و قلعه‌های سوریه باز کند. این شکست برای والرین بسیار گران تمام شد، او ارتش‌های بیشتری را برای جلوگیری از پیشروی سریع شاپور اول به خاک روم منصوب کرد و بعداً تصمیم گرفت خود ارتشی متشکل از هفتاد هزار لژیونر را در نبردی که به نبرد ادسا معروف شد، رهبری کند.